# Polsat Seriale
Polsat Seriale – tematyczna stacja Telewizji Polsat, która została uruchomiona 6 kwietnia 2020 roku o godz. 6.00.
W 2019 r. Krajowa Rada Radiofonii i Telewizji zezwoliła na zmianę nazwy kanału z Polsat Romans na Polsat Seriale, która miała obowiązywać od 2 marca 2020 roku. Pod koniec lutego poinformowano iż zmiana nazwy nastąpi w innym terminie, a 18 marca 2020 roku poinformowano, że Polsat Seriale ruszy 6 kwietnia 2020 roku. Tego dnia Polsat Seriale rozpoczął nadawanie, zastępując Polsat Romans.
Wiosną 2020 roku stację udostępniono na platformach satelitarnych Polsatu Box i Platformy Canal+, w wybranych sieciach kablowych oraz w wybranych gazetach i dodatkach telewizyjnych tj. Super Express TV, To&Owo TV, Tele Tydzień (od 2024) i Tele Świat Cyfrowy (od 2025).

## Logo
| Data wprowadzenia | Opis | Ilustracja |
| ----------------- | --- | ---------- |
| 6 kwietnia 2020   | W górnej części loga napis „seriale”. Litera „l” ze specjalnym ozdobnikiem ciągnącym się do samej góry logotypu. Kolorystyka zielona. W dolnej części klasyczny napis „POLSAT” na czerwonym tle. Logo na ekranie półprzezroczyste. Identyczne dla wersji SD i HD. |            |
| 30 sierpnia 2021  | Zielone paski (w wersji gradientowej drugi pasek od góry jest różowy, a czwarty i piąty pasek jest ciemnozielony) tworzące kulę, pod nią zielony napis „polsat seriale”.                                                                                          |            |

## Oferta programowa
W ramówce stacji znajdują się przede wszystkim powtórki seriali innych anten telewizji Polsat, między innymi: Bad Boy, Gliniarze, Malanowski i Partnerzy, Świat według Kiepskich, Przyjaciółki, Komisarz Mama, Ślad, Hotel 52, Szpilki na Giewoncie, Zawsze warto, W rytmie serca, Kowalscy kontra Kowalscy, Pierwsza miłość, Linia życia, Mecenas Porada, Rodzina na Maxa, Teściowie, Pensjonat pod Różą, Samo życie, Fala zbrodni, lecz także mających premierę na innych stacjach: Niania, Ultraviolet, Znaki. Stacja emituje także seriale zagraniczne (np. Jednostka 19, Świat według Bundych, Chirurdzy, Co ludzie powiedzą?, The Good Doctor) oraz filmy fabularne.
Od 6 marca 2023 roku stacja pokazuje także kultowe seriale komediowe znane z anteny Polsatu, np. Miodowe lata (później jako Całkiem nowe lata miodowe), od 18 marca – I kto tu rządzi?, a od listopada - Graczykowie (później jako Graczykowie, czyli Buła i spóła) i 13 posterunek 2, mimo iż ten sezon wcześniej w ogóle nie był emitowany w telewizji Polsat (później jako 13 posterunek, mimo iż ten sezon wcześniej był emitowany w kanałach Polsatu).